# قطار أباد
قطار أباد هي قرية في مقاطعة بارس أباد، إيران. يقدر عدد سكانها بـ 782 نسمة بحسب إحصاء 2016.